# Герби Рюриковичів
Герби Рюриковичів — герби, які використовували князівські роди, що вважали себе потомками Рюрика, у Великому князівстві Литовському, Речі Посполитій, Московському царстві, Російській імперії та інших державах.

### Полоцька гілка
Друцькі князі (окрім Путятіних та Бабічевих) користувались родинним гербом «Друцьк»:

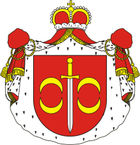
Друцькі (старша гілка) та Друцькі-Любецькі
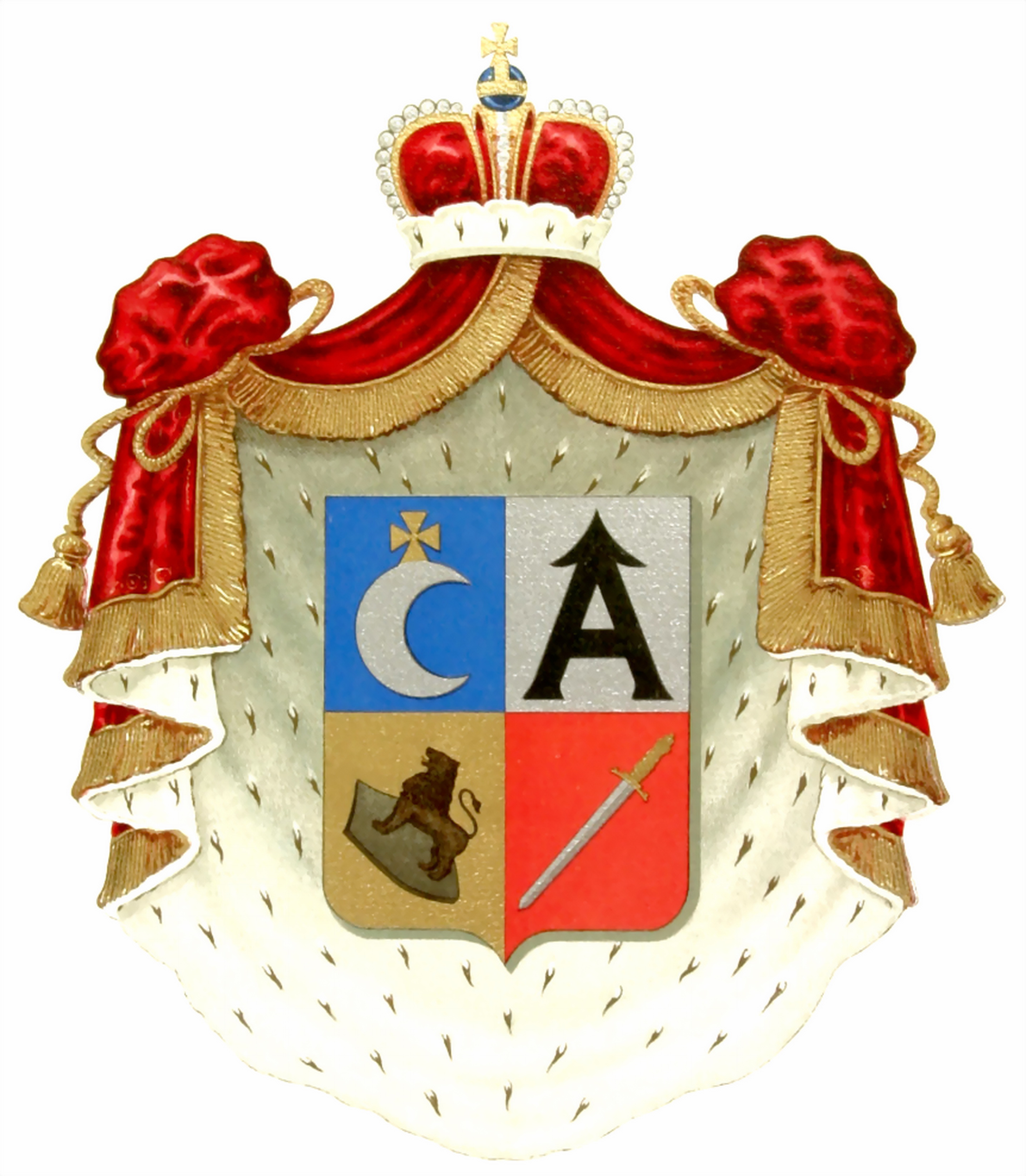
Бабічеви
Друцькі-Соколинські

### Чернігівська гілка
Більшість князівських фамілій нащадків володарів Верховських князівств у гербах використовували чорного орла — московський символ Чернігова. Роди Огінських, Пузин та Мосальські використовували різновиди старих тамгоподібних знаків Рюриковичів.

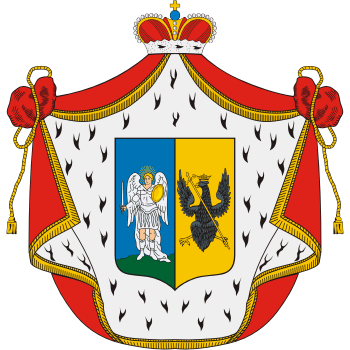
Волконські
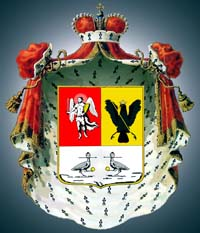
Репніни-Волконські
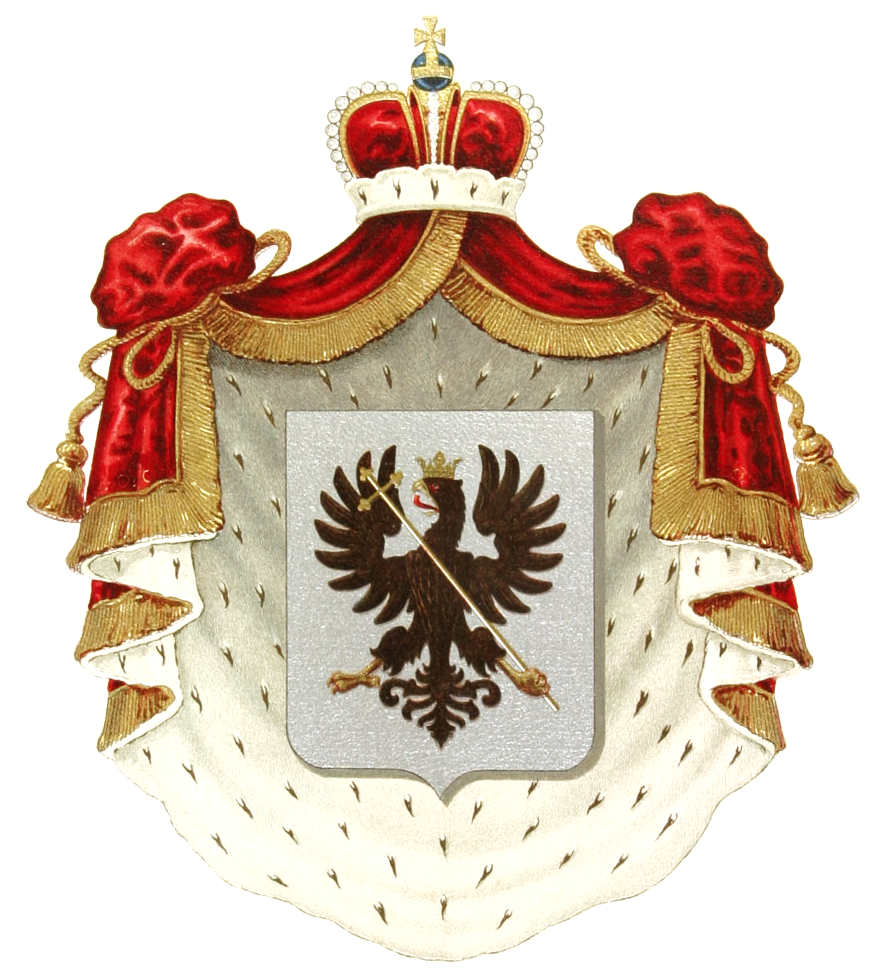
Єлецькі
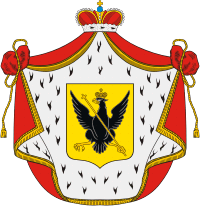
Горчакови
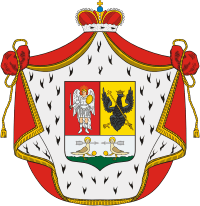
Оболенські
Щербатови
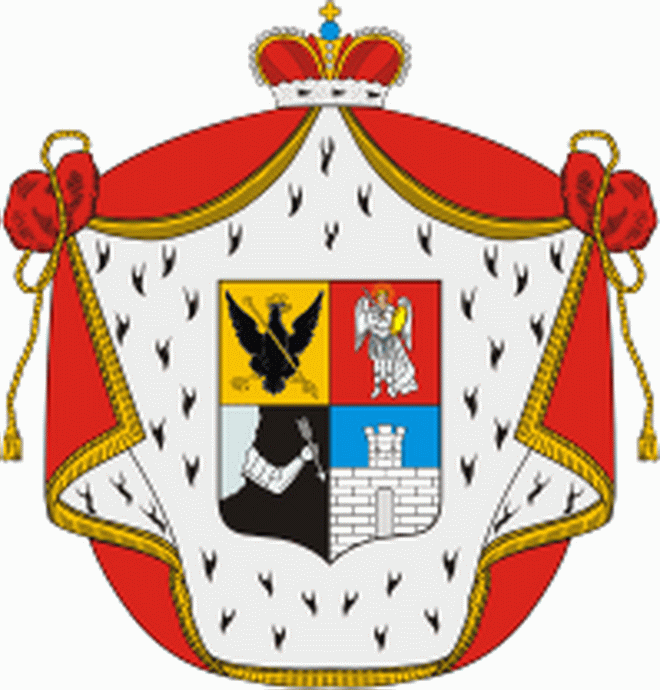
Довгорукі
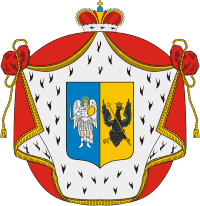
Борятинські
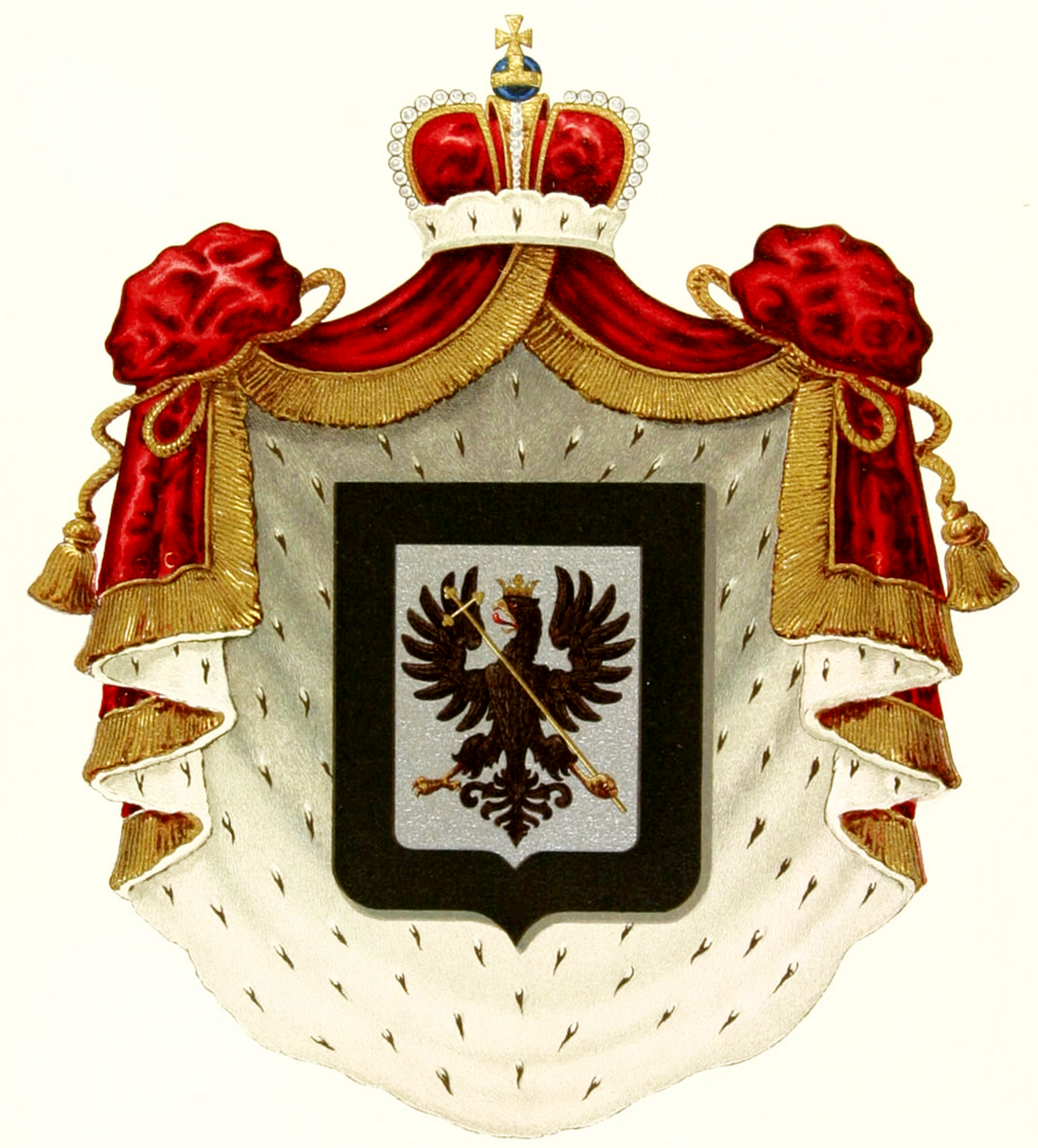
Болховські
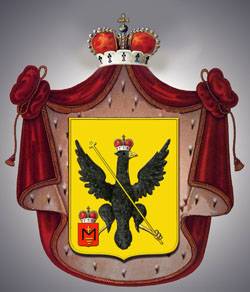
Кольцови-Мосальські
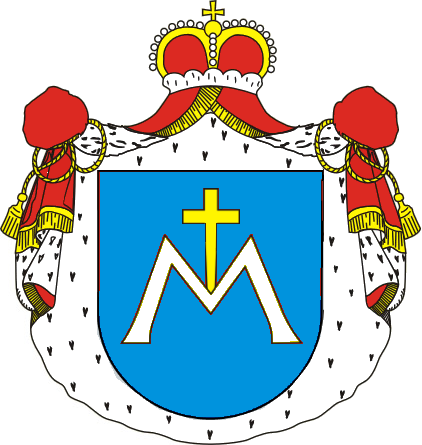
Мосальські
Пузини
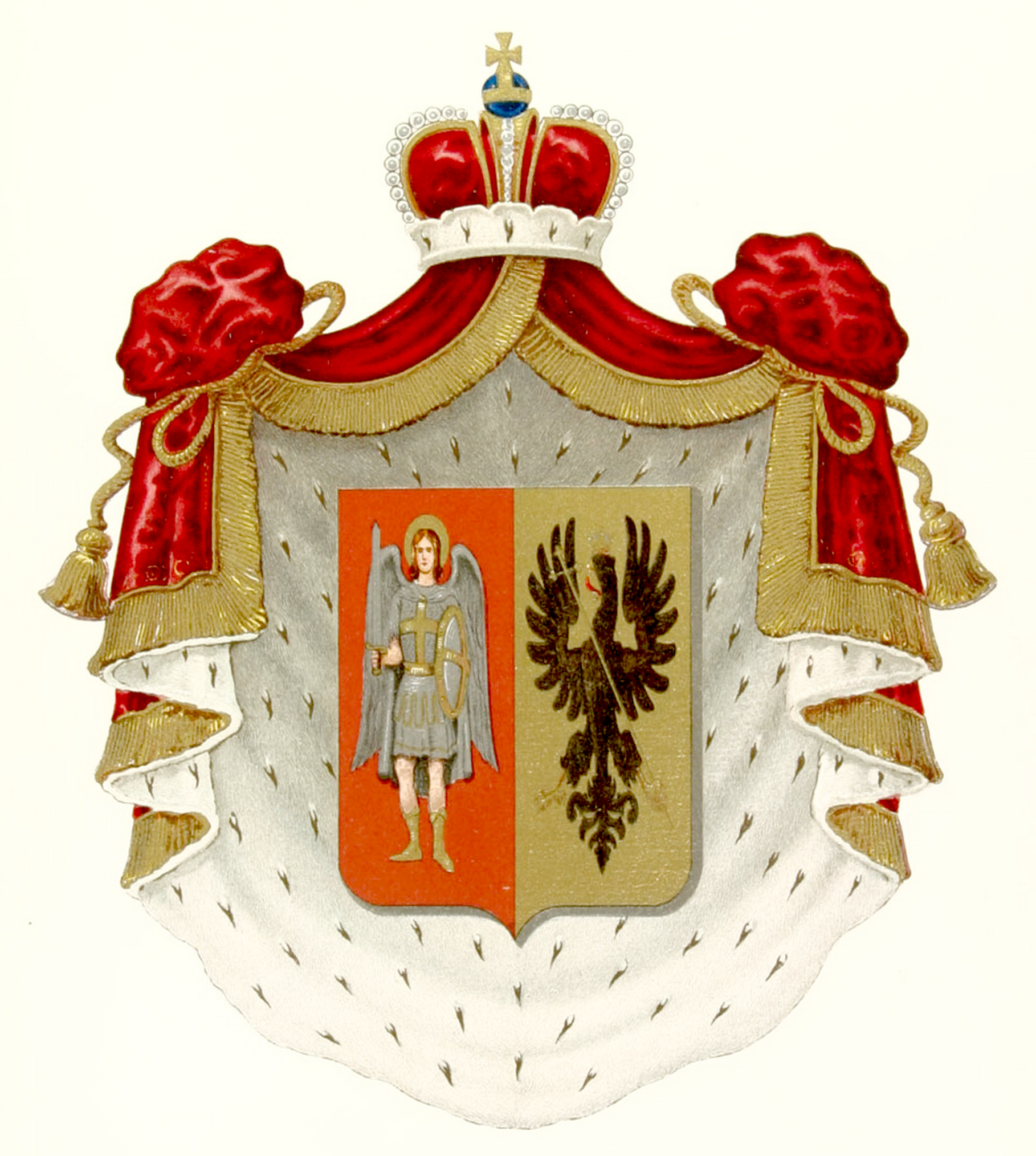
Мишецькі
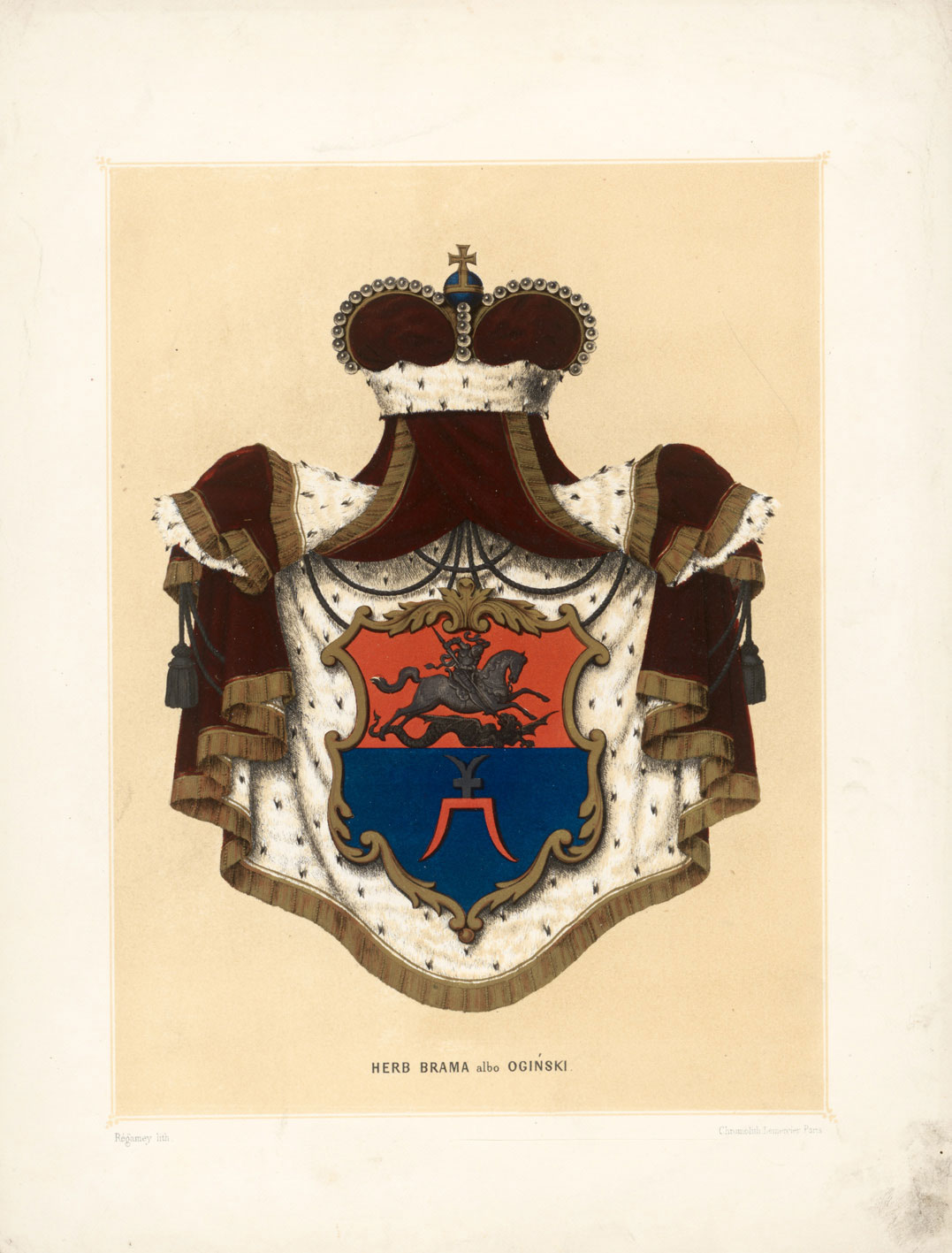
Огінські і Пузини
Четвертинські
Федоровичи

### Волинська гілка
Походили від князя Київського Ізяслава Мстиславича.

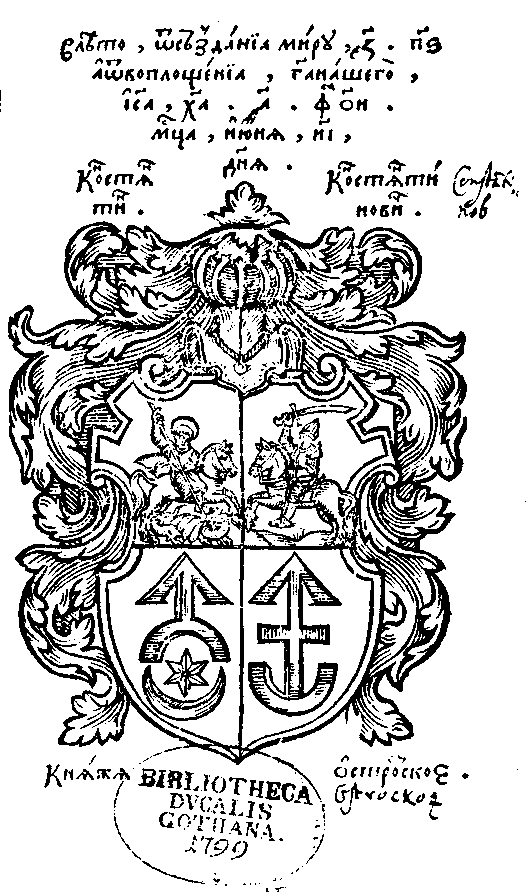
Герб Костянтина Костянтиновича Острозького
Заславські

### Ярославська гілка
Князі ярославські походили від князів смоленських, а тому їх представники суміщали одразу два герби — смоленський (гармата) та ярославський (ведмідь з алебардою):

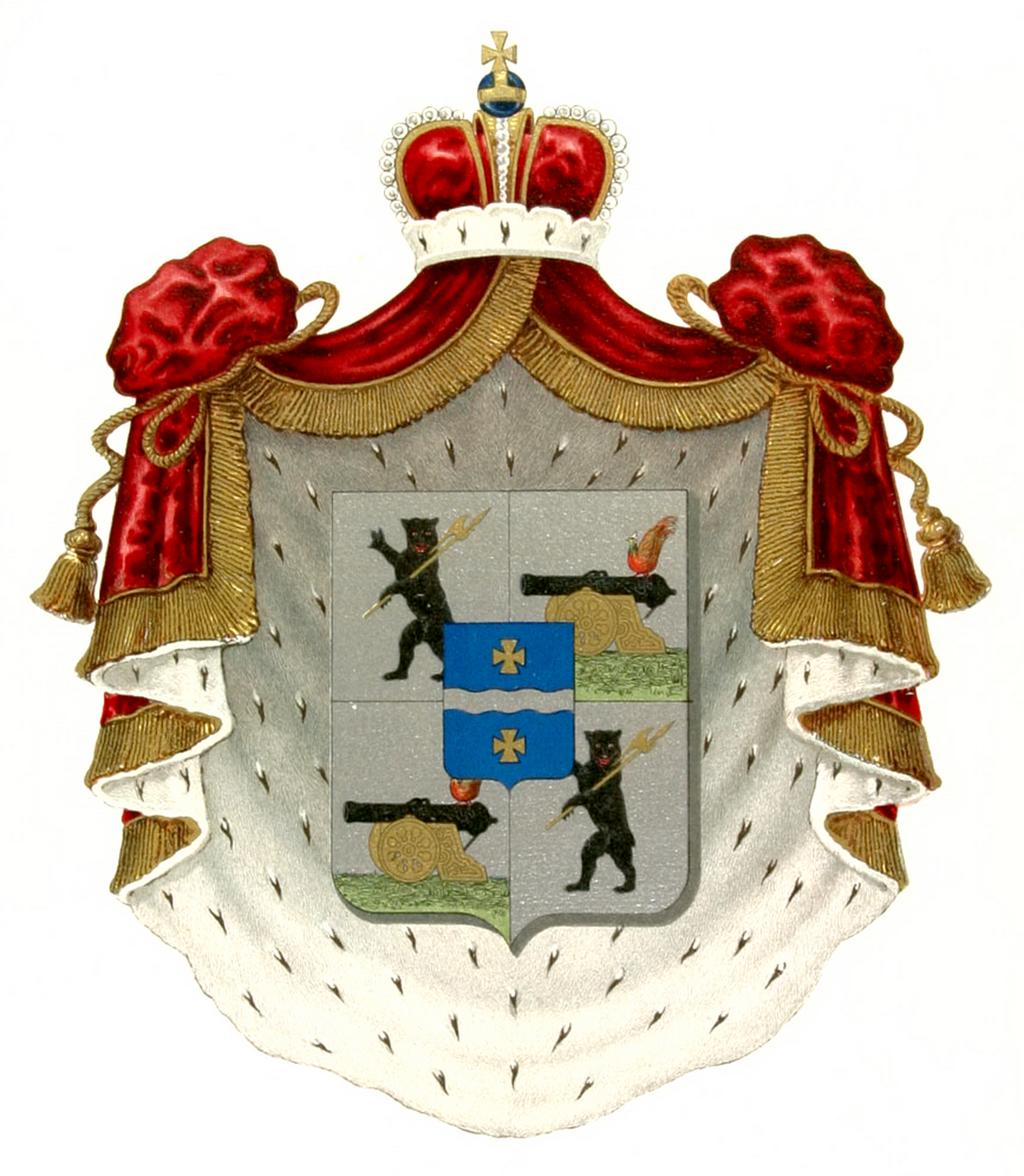
Шехонські
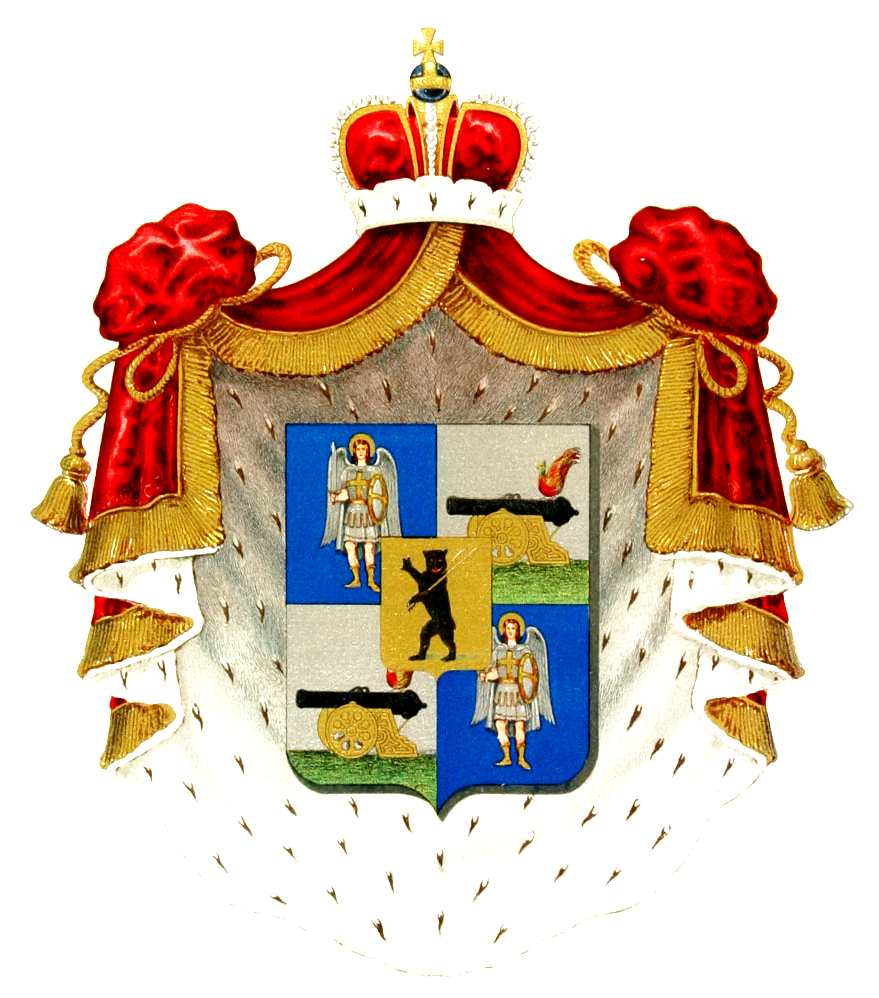
Шаховські
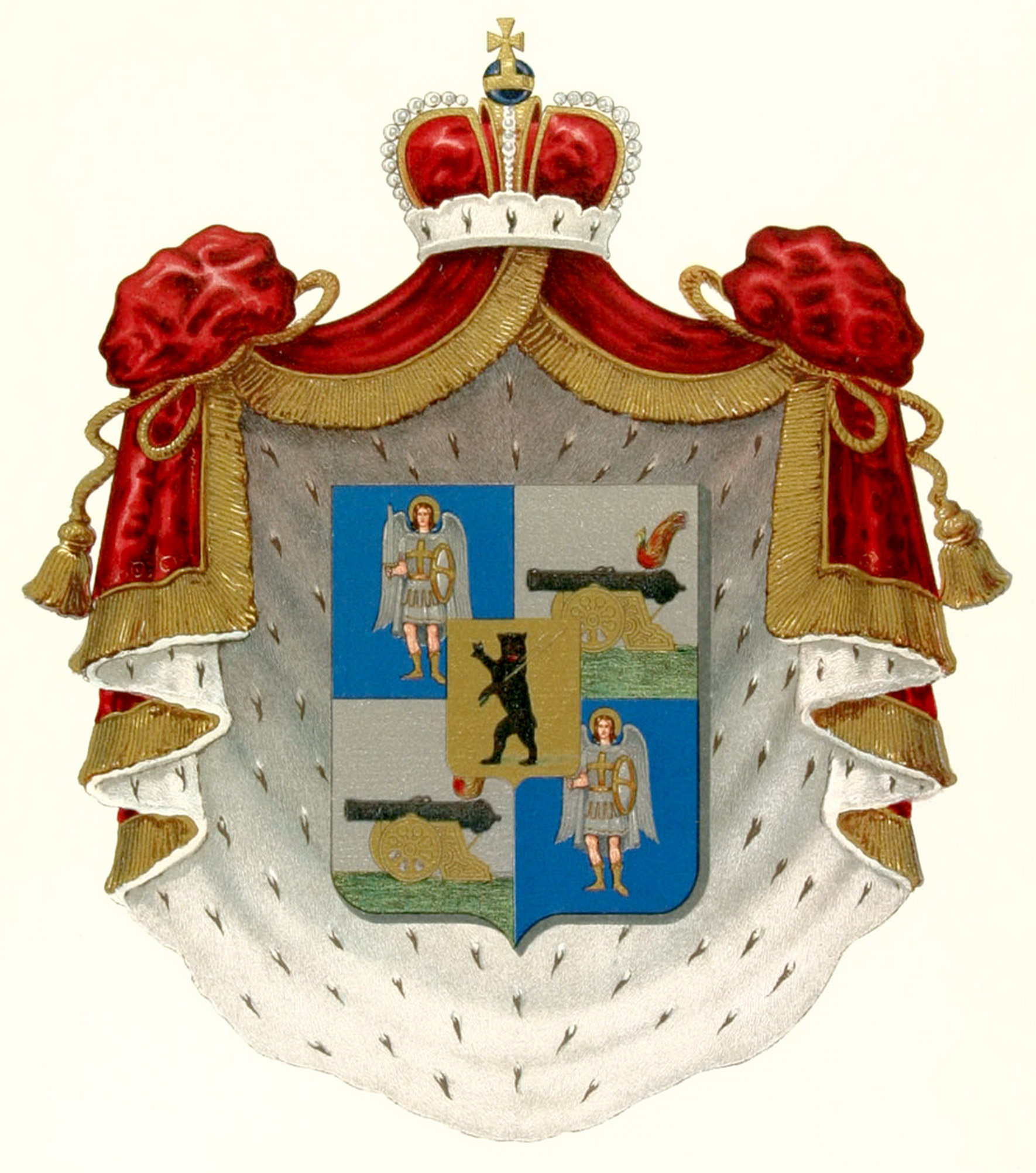
Львови
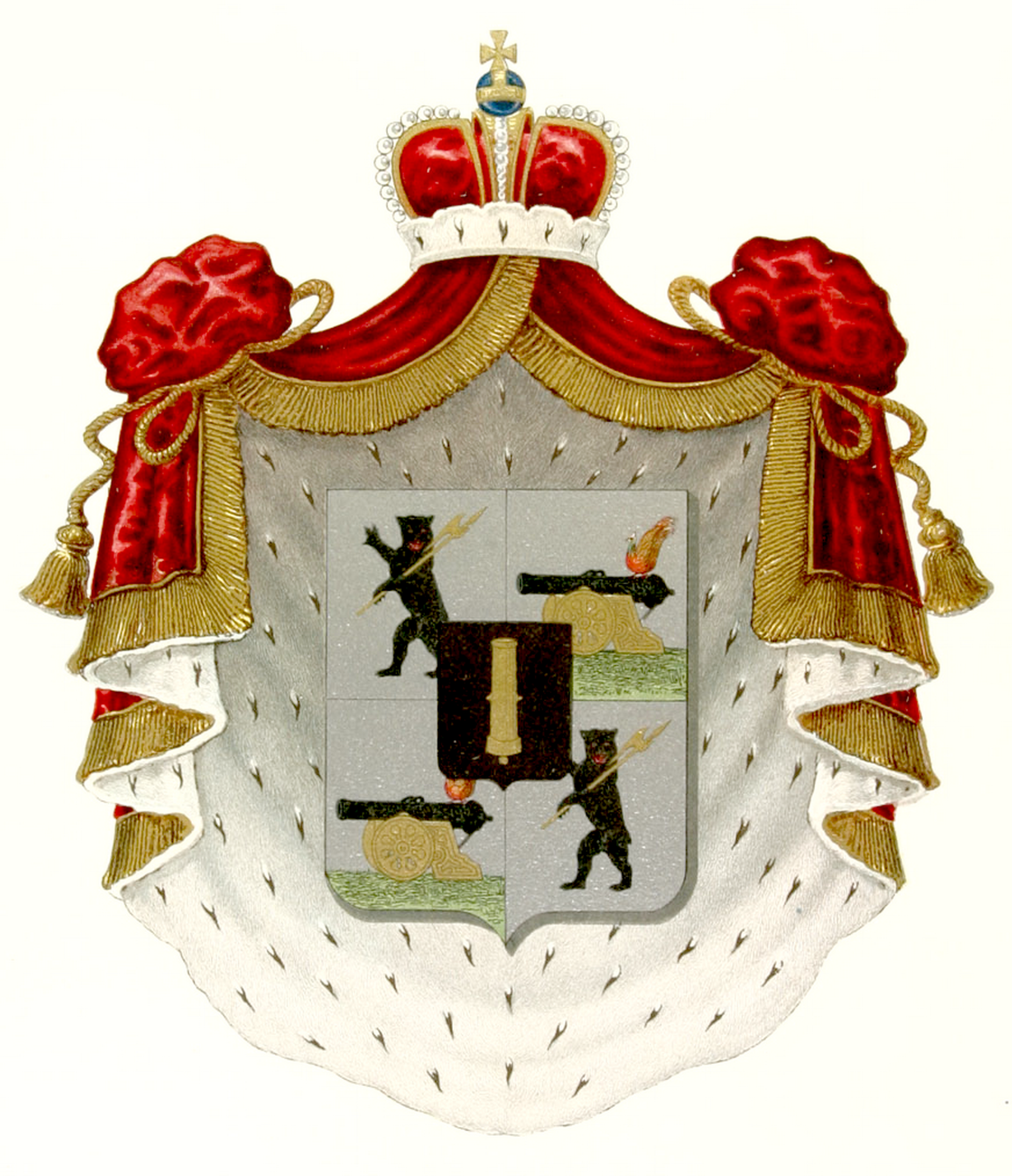
Дулови
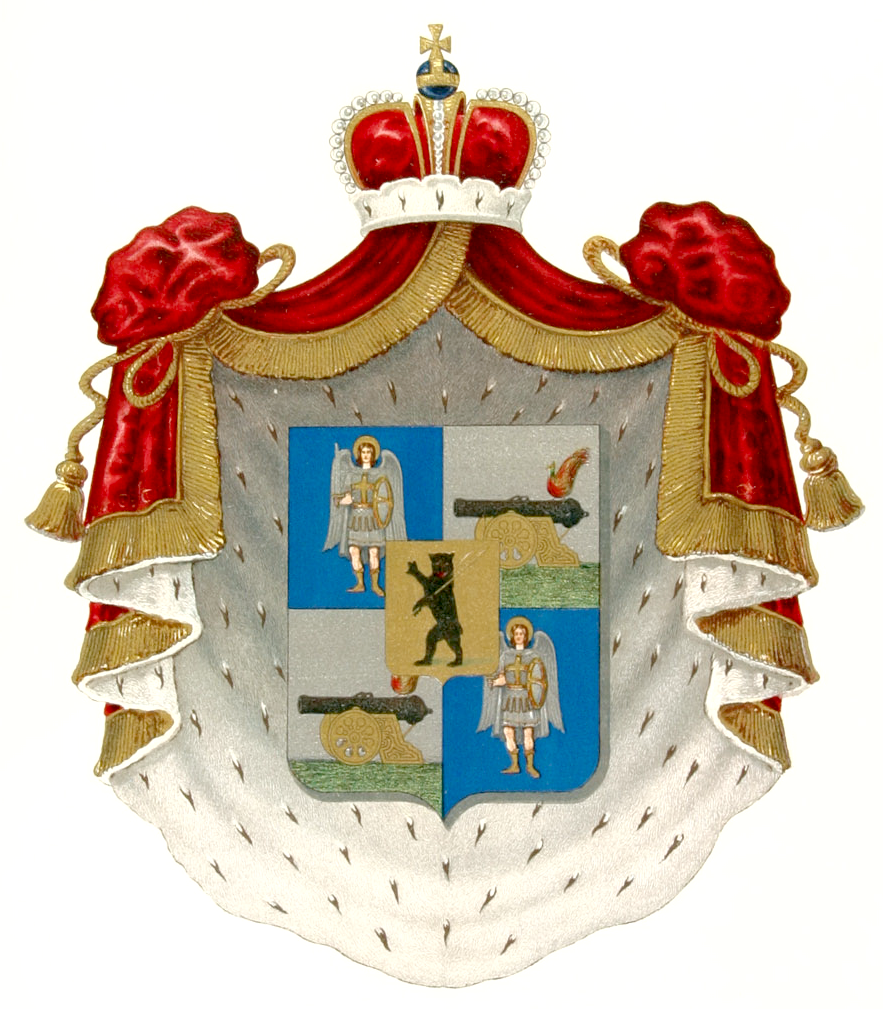
Щетиніни
Засєкіни
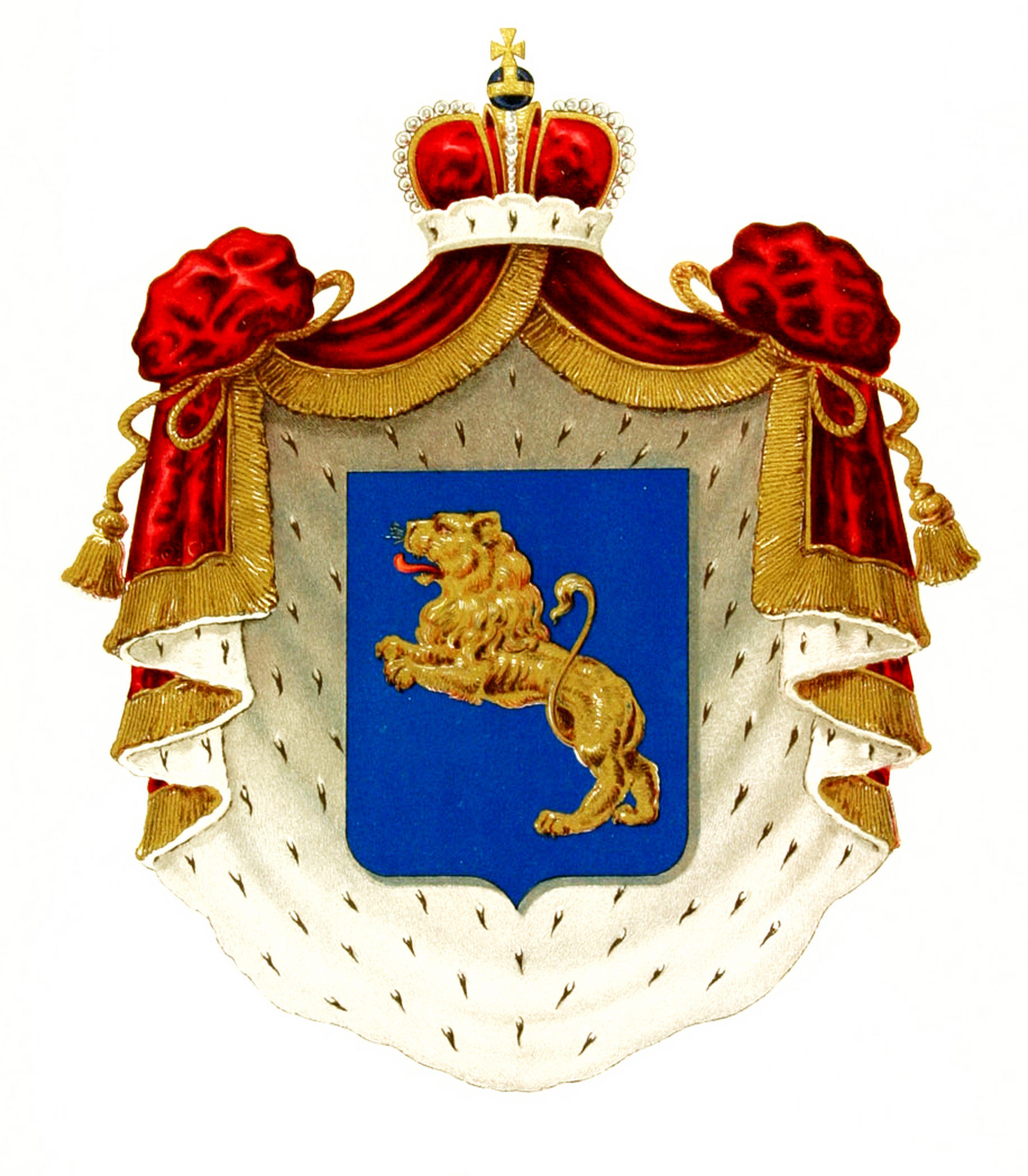
Курбські

### Ростовська гілка
Ростовські князі, старші серед нащадків Всеволода III Велике Гніздо, користувались давнім гербом Ростова Великого (олень):

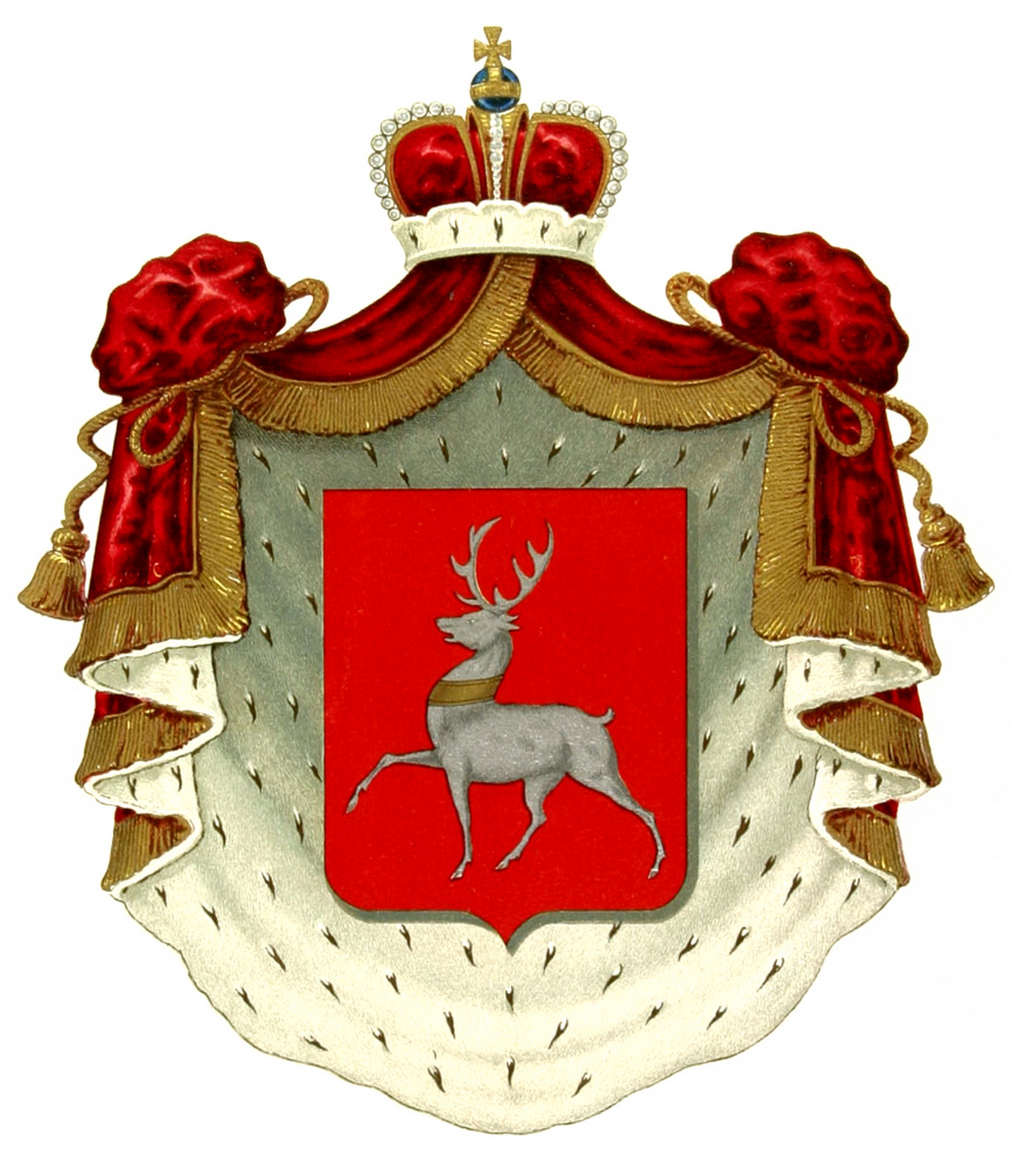
Щепіни-Ростовські
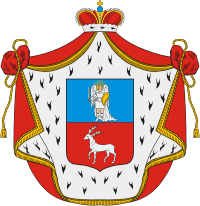
Касаткіни-Ростовські, Лобанови-Ростовські

### Білозерська гілка
Нащадки білозерських князів користувались гербом свого древнього міста (дві схрещені риби):

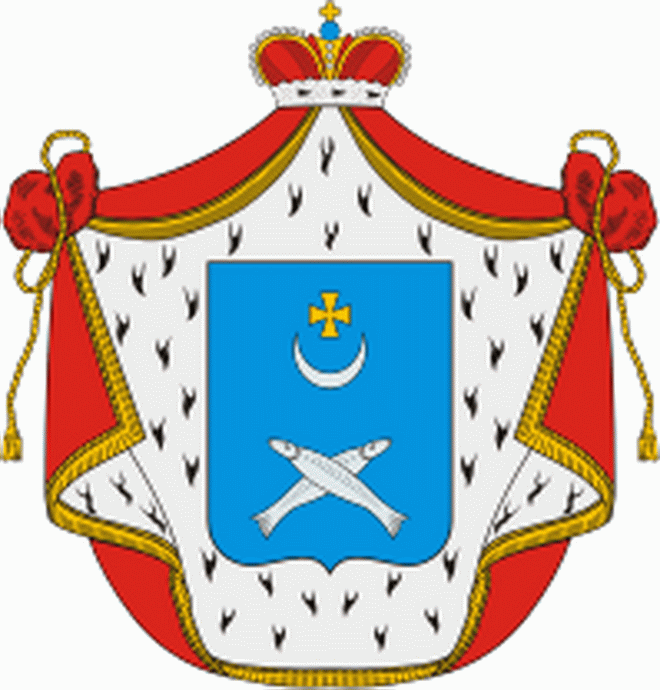
Білосільські-Білозерські, Вадбольські, Ухтомські
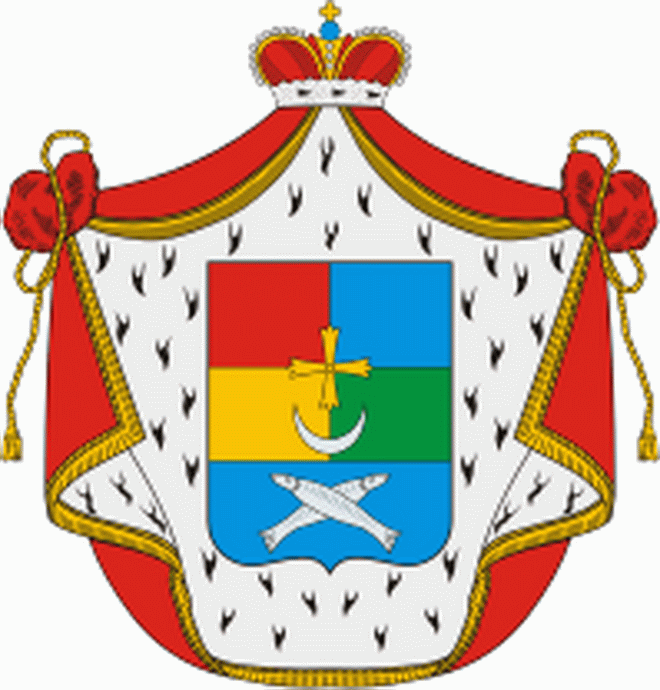
Шелешпанські

### Стародубська гілка
Дуб — герб колишнього міста Стародуб-на-Клязьмі:

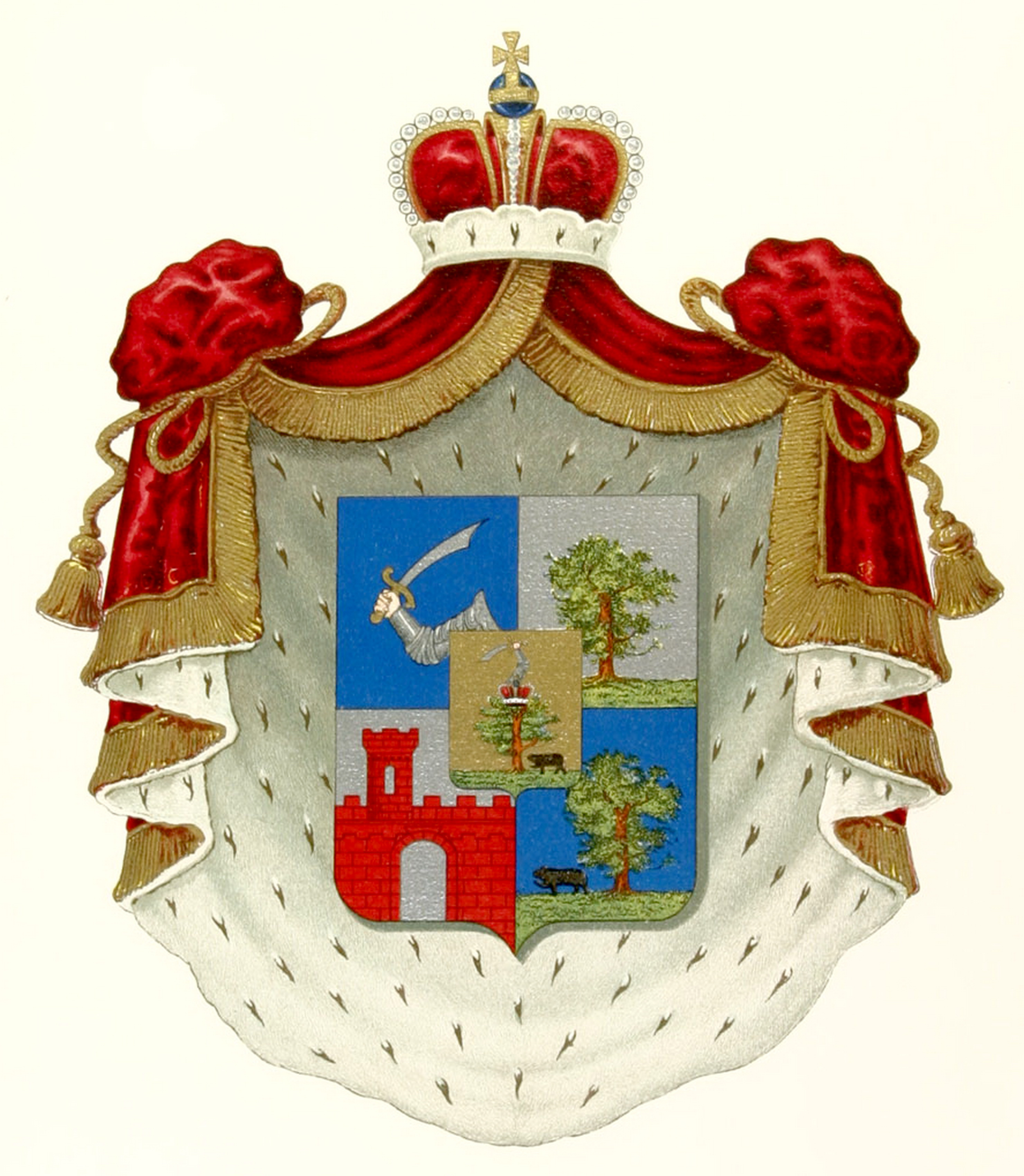
Хілкови, Гагаріни
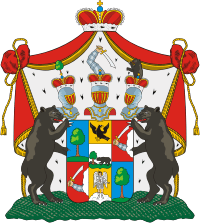
Гундорови